# Linaria altaica
Linaria altaica är en grobladsväxtart som beskrevs av Fischer och Carl Friedrich von Ledebour. Linaria altaica ingår i släktet sporrar, och familjen grobladsväxter. Inga underarter finns listade i Catalogue of Life.